# Club alpin américain
Le Club alpin américain (American Alpine Club ou AAC) est un club d'alpinisme américain fondé en 1902 par Charles Ernest Fay.

## Historique
À ses débuts, l'AAC avait essentiellement pour but l'exploration de nouveaux massifs par les voies les plus faciles ainsi que le progrès des sciences liées à la montagne telles que la géologie, la topographie, la glaciologie et publiait des monographies scientifiques dans la revue du club Alpina Americana. Puis en 1929, année de parution de l'American Alpine Journal, ce fut le tournant vers l'alpinisme sportif et la pratique de l'escalade de voies difficiles, que ce soit dans le parc national de Yosemite, dans les montagnes Rocheuses, en Alaska, dans la cordillère des Andes ou dans l'Himalaya. C'est ainsi que trois tentatives au K2 furent entreprises en 1938, 1939 et 1953, mais sans réussir à dépasser 8 000 mètres d'altitude. Dans les années 1960, d'autres expéditions lointaines furent organisées (Antarctique (1967), hivernale au mont McKinley (1968), Nourestân (1968), Dhaulagiri (1969)) et de beaux exploits furent réalisés dans les Alpes occidentales.

## Ascensions
- 1963 - Everest, par quatre membres du club au sein de l'expédition dirigée par Norman Dyhrenfurth
- 1966 - Première directissime de la face ouest du Grand Dru, par John Harlin et Royal Robbins
- 1966 - Première directissime hivernale de la face nord de l'Eiger (voie Harlin), par Dougal Haston et Layton Kor[2]
- 1968 - Première ascension de la face sud du l'aiguille du Fou, par Gary Hemming et Tom Frost
- 1971 - Face sud du Jirishanca (6 126 m), sommet péruvien
- 1973 - Dhaulagiri (troisième ascension)